# Selecció masculina d'handbol de França
La selecció masculina d'handbol de França representa França en les competicions internacionals d'handbol. Ha guanyat 5 medalles a les Olimpíades (3 d'or), 13 medalles als Campionats del Món (6 d'or) i 6 medalles als Campionats d'Europa (4 d'or). És la primera selecció masculina en guanyar dues vegades tots els grans tornejos internacionals, així com la selecció que més medalles d'or ha aconseguit als Jocs Olímpics i als Campionats del Món.
Jackson Richardson, amb 417 partits, és el jugador amb més aparicions internacionals jugats amb la samarreta de la selecció nacional, mentre que Jerome Fernandez, amb 1.463 gols, és el màxim golejador en la història de l'equip francès.

## Historial

### Jocs Olímpics
| Edicio | Any  | Seu            | Posició              | J                    | G                    | E                    | P                    | GF                   | GC                   | DG                   |
| ------ | ---- | -------------- | -------------------- | -------------------- | -------------------- | -------------------- | -------------------- | -------------------- | -------------------- | -------------------- |
| XI     | 1936 | Berlín         | No hi va participar  | No hi va participar  | No hi va participar  | No hi va participar  | No hi va participar  | No hi va participar  | No hi va participar  | No hi va participar  |
| XX     | 1972 | Múnic          | No es va classificar | No es va classificar | No es va classificar | No es va classificar | No es va classificar | No es va classificar | No es va classificar | No es va classificar |
| XXI    | 1976 | Montreal       | No es va classificar | No es va classificar | No es va classificar | No es va classificar | No es va classificar | No es va classificar | No es va classificar | No es va classificar |
| XXII   | 1980 | Moscou         | No es va classificar | No es va classificar | No es va classificar | No es va classificar | No es va classificar | No es va classificar | No es va classificar | No es va classificar |
| XXIII  | 1984 | Los Angeles    | No es va classificar | No es va classificar | No es va classificar | No es va classificar | No es va classificar | No es va classificar | No es va classificar | No es va classificar |
| XXIV   | 1988 | Seül           | No es va classificar | No es va classificar | No es va classificar | No es va classificar | No es va classificar | No es va classificar | No es va classificar | No es va classificar |
| XXV    | 1992 | Barcelona      | 3                    | 7                    | 5                    | 0                    | 2                    | 157                  | 143                  | +14                  |
| XXVI   | 1996 | Atlanta        | 4a posició           | 7                    | 4                    | 0                    | 3                    | 190                  | 165                  | +25                  |
| XXVII  | 2000 | Sydney         | 6a posició           | 8                    | 4                    | 1                    | 3                    | 192                  | 182                  | +10                  |
| XXVIII | 2004 | Atenes         | 5a posició           | 8                    | 7                    | 0                    | 1                    | 221                  | 176                  | +45                  |
| XXIX   | 2008 | Pequín         | 1                    | 8                    | 7                    | 1                    | 0                    | 228                  | 185                  | +43                  |
| XXX    | 2012 | Londres        | 1                    | 8                    | 7                    | 0                    | 1                    | 229                  | 175                  | +54                  |
| XXXI   | 2016 | Rio de Janeiro | 2                    | 8                    | 6                    | 0                    | 2                    | 241                  | 201                  | +40                  |
| XXXII  | 2020 | Tòquio         | 1                    | 8                    | 7                    | 0                    | 1                    | 256                  | 222                  | +34                  |
| XXXIII | 2024 | París          | 8a posició           | 6                    | 2                    | 1                    | 3                    | 163                  | 166                  | -3                   |

### Campionat del Món
| Edició | Any  | Seu                       | Posició              | J                    | G                    | E                    | P                    | GF                   | GC                   | DG                   |
| ------ | ---- | ------------------------- | -------------------- | -------------------- | -------------------- | -------------------- | -------------------- | -------------------- | -------------------- | -------------------- |
| I      | 1938 | Alemanya Nazi             | No es va classificar | No es va classificar | No es va classificar | No es va classificar | No es va classificar | No es va classificar | No es va classificar | No es va classificar |
| II     | 1954 | Suècia                    | 6a posició           | 3                    | 0                    | 1                    | 2                    | 26                   | 61                   | -35                  |
| III    | 1958 | Alemanya de l'Est         | 9a posició           | 3                    | 1                    | 0                    | 2                    | 66                   | 57                   | +9                   |
| IV     | 1961 | Alemanya Occidental       | 8a posició           | 6                    | 1                    | 0                    | 5                    | 42                   | 73                   | -31                  |
| V      | 1964 | Txecoslovàquia            | 14a posició          | 3                    | 0                    | 0                    | 3                    | 41                   | 64                   | -23                  |
| VI     | 1967 | Suècia                    | 10a posició          | 3                    | 1                    | 0                    | 2                    | 34                   | 41                   | -7                   |
| VII    | 1970 | França                    | 11a posició          | 6                    | 1                    | 0                    | 5                    | 80                   | 105                  | -25                  |
| VIII   | 1974 | Alemanya de l'Est         | No es va classificar | No es va classificar | No es va classificar | No es va classificar | No es va classificar | No es va classificar | No es va classificar | No es va classificar |
| IX     | 1978 | Dinamarca                 | 16a posició          | 3                    | 0                    | 0                    | 3                    | 54                   | 97                   | -43                  |
| X      | 1982 | Alemanya Occidental       | No es va classificar | No es va classificar | No es va classificar | No es va classificar | No es va classificar | No es va classificar | No es va classificar | No es va classificar |
| XI     | 1986 | Alemanya de l'Est         | No es va classificar | No es va classificar | No es va classificar | No es va classificar | No es va classificar | No es va classificar | No es va classificar | No es va classificar |
| XII    | 1990 | Txecoslovàquia            | 9a posició           | 6                    | 2                    | 1                    | 2                    | 138                  | 138                  | 0                    |
| XIII   | 1993 | Suècia                    | 2                    | 7                    | 5                    | 0                    | 2                    | 134                  | 131                  | +3                   |
| XIV    | 1995 | Islàndia                  | 1                    | 9                    | 7                    | 0                    | 2                    | 218                  | 185                  | +33                  |
| XV     | 1997 | Japó                      | 3                    | 9                    | 7                    | 0                    | 2                    | 223                  | 206                  | +17                  |
| XVI    | 1999 | Egipte                    | 6a posició           | 9                    | 6                    | 0                    | 3                    | 242                  | 211                  | +31                  |
| XVII   | 2001 | França                    | 1                    | 9                    | 9                    | 0                    | 0                    | 233                  | 172                  | +61                  |
| XVIII  | 2003 | Portugal                  | 3                    | 10                   | 8                    | 0                    | 2                    | 286                  | 218                  | +68                  |
| XIX    | 2005 | Tunísia                   | 3                    | 10                   | 6                    | 2                    | 2                    | 301                  | 240                  | +61                  |
| XX     | 2007 | Alemanya                  | 4a posició           | 10                   | 6                    | 0                    | 4                    | 300                  | 243                  | +57                  |
| XXI    | 2009 | Croàcia                   | 1                    | 10                   | 9                    | 0                    | 1                    | 296                  | 211                  | +85                  |
| XXII   | 2011 | Suècia                    | 1                    | 10                   | 9                    | 1                    | 0                    | 327                  | 245                  | +82                  |
| XXIII  | 2013 | Espanya                   | 6a posició           | 7                    | 5                    | 0                    | 2                    | 207                  | 182                  | +25                  |
| XXIV   | 2015 | Qatar                     | 1                    | 9                    | 8                    | 1                    | 0                    | 259                  | 215                  | +44                  |
| XXV    | 2017 | França                    | 1                    | 9                    | 9                    | 0                    | 0                    | 282                  | 218                  | +64                  |
| XXVI   | 2019 | Dinamarca Alemanya        | 3                    | 10                   | 7                    | 1                    | 2                    | 278                  | 251                  | +27                  |
| XXVII  | 2021 | Egipte                    | 4a posició           | 9                    | 7                    | 0                    | 2                    | 267                  | 250                  | +17                  |
| XXVIII | 2023 | Polònia Suècia            | 2                    | 9                    | 8                    | 0                    | 1                    | 301                  | 245                  | +56                  |
| XXIX   | 2025 | Croàcia Dinamarca Noruega | 3                    | 9                    | 8                    | 0                    | 1                    | 316                  | 246                  | +70                  |
| XXX    | 2027 | Alemanya                  |                      |                      |                      |                      |                      |                      |                      |                      |

### Campionat d'Europa
| Edició | Any  | Seu                      | Posició      | J            | G            | E            | P            | GF           | GC           | DG           |
| ------ | ---- | ------------------------ | ------------ | ------------ | ------------ | ------------ | ------------ | ------------ | ------------ | ------------ |
| I      | 1994 | Portugal                 | 6a posició   | 5            | 2            | 1            | 2            | 123          | 120          | +3           |
| II     | 1996 | Espanya                  | 7a posició   | 5            | 3            | 0            | 2            | 130          | 120          | +10          |
| III    | 1998 | Itàlia                   | 7a posició   | 5            | 1            | 1            | 3            | 110          | 125          | -15          |
| IV     | 2000 | Croàcia                  | 4a posició   | 7            | 4            | 1            | 2            | 173          | 164          | -9           |
| V      | 2002 | Suècia                   | 6a posició   | 6            | 3            | 2            | 1            | 152          | 136          | +16          |
| VI     | 2004 | Eslovènia                | 6a posició   | 6            | 3            | 0            | 3            | 163          | 154          | +9           |
| VII    | 2006 | Suïssa                   | 1            | 8            | 7            | 0            | 1            | 243          | 192          | +51          |
| VIII   | 2008 | Noruega                  | 3            | 8            | 6            | 0            | 2            | 231          | 207          | +24          |
| IX     | 2010 | Àustria                  | 1            | 8            | 6            | 2            | 0            | 225          | 196          | +29          |
| X      | 2012 | Sèrbia                   | 11a posició  | 6            | 2            | 1            | 3            | 156          | 163          | -7           |
| XI     | 2014 | Dinamarca                | 1            | 8            | 7            | 0            | 1            | 259          | 227          | +32          |
| XII    | 2016 | Polònia                  | 5a posició   | 7            | 5            | 0            | 2            | 210          | 182          | +28          |
| XIII   | 2018 | Croàcia                  | 3            | 8            | 7            | 0            | 1            | 244          | 212          | +32          |
| XIV    | 2020 | Àustria Noruega Suècia   | 14a posició  | 3            | 1            | 0            | 2            | 82           | 79           | +3           |
| XV     | 2022 | Hongria Eslovàquia       | 4a posició   | 9            | 6            | 0            | 3            | 278          | 248          | +30          |
| XVI    | 2024 | Alemanya                 | 1            | 9            | 8            | 1            | 0            | 306          | 270          | +36          |
| XVII   | 2026 | Dinamarca Noruega Suècia | Classificada | Classificada | Classificada | Classificada | Classificada | Classificada | Classificada | Classificada |

## Jugadors amb més partits
| Posició | Jugador            | Partits | Gols |
| ------- | ------------------ | ------- | ---- |
| 1       | Jackson Richardson | 417     | 787  |
| 2       | Jérôme Fernández   | 390     | 1463 |
| 3       | Didier Dinart      | 379     | 162  |
| 4       | Nikola Karabatic   | 362     | 1302 |
| 5       | Thierry Omeyer     | 358     | 4    |
| 6       | Daniel Narcisse    | 311     | 943  |
| 7       | Guillaume Gille    | 308     | 678  |
| 8       | Michaël Guigou     | 307     | 1021 |
| 9       | Philippe Gardent   | 298     | 635  |
| 10      | Pascal Mahé        | 297     | 739  |

## Jugadors amb més gols
| Posició | Jugador            | Gols | Partits |
| ------- | ------------------ | ---- | ------- |
| 1       | Jérôme Fernández   | 1463 | 390     |
| 2       | Jérôme Fernández   | 1302 | 362     |
| 3       | Michaël Guigou     | 1021 | 307     |
| 4       | Frédéric Volle     | 1016 | 241     |
| 5       | Daniel Narcisse    | 943  | 311     |
| 6       | Stéphane Stoecklin | 898  | 238     |
| 7       | Luc Abalo          | 859  | 289     |
| 8       | Bertrand Gille     | 806  | 268     |
| 9       | Jackson Richardson | 787  | 417     |
| 10      | Pascal Mahé        | 739  | 297     |